# 石飛文太
石飛 文太（いしとび ぶんた、1981年 - ）は、島根県出雲市湖陵町出身の高校野球指導者。島根県立大社高等学校国語科教諭。

## 経歴
小学校3年時に地元の「湖陵スポーツ少年団」で野球を始める。小学校5年時に第74回全国高等学校野球選手権大会に大社高校が出場し、地元の先輩がメンバーで名を連ねていた事から大社高校野球部に憧れを持つようになった。
湖陵中学校を経て、大社高校に入学。3年夏は主将として背番号4を背負いプレーし、島根県大会準々決勝まで勝ち進むも石飛は同試合には出場せずにランナーコーチャーとしてグラウンドに立った。試合は江の川高校に敗退し、甲子園の出場は叶わなかった。
高校卒業後は、兵庫県姫路市の姫路獨協大学教育学部に進学。大学時代は準硬式野球部に所属。大学在学時に中学校と高校の国語科教員免許を取得。
大学卒業後は島根県に戻り、地元の出雲西高校でコーチや部長を務める。
2011年に母校の大社高校に講師として赴任し、翌2012年には国語科教諭として採用。野球部ではコーチを務めた。
大社高校で5年間勤務した後、異動で他校の卓球部顧問を務め、2020年に大社高校に再び赴任し、野球部部長を務める。同年秋からは監督に就任。
監督として初めての夏の2021年は順調に勝ち上がり決勝まで進むも石見智翠館高校に敗退。なおこの試合では後にプロ野球選手となる、石見智翠館高校のエース・山崎琢磨に島根県大会の決勝では初となる無安打無得点を記録されている。
2024年夏は島根県大会で優勝し、第106回全国高等学校野球選手権大会に出場。32年ぶり9回目で石飛自身としては初の甲子園大会出場となった。同大会では初戦で同年選抜準優勝でエース・今朝丸裕喜擁する報徳学園高校、その後も創成館高校、早稲田実業学校高等部等の注目校を打ち破り、その快進撃から「大社旋風」として全国を沸かした。準々決勝まで進むも神村学園高等部に敗退。

## 人物
- 2024年夏の甲子園の大社旋風を受けて、お笑いコンビ・ダンビラムーチョのボケ担当・大原優一に似ていると話題となり、大原自身もXにおいて似ていると連絡が来ることを投稿している[8]。また、ダンビラムーチョのYouTubeチャンネルに石飛と大原が似ている点に触れたコント動画を投稿している。